# Experimentalfältet

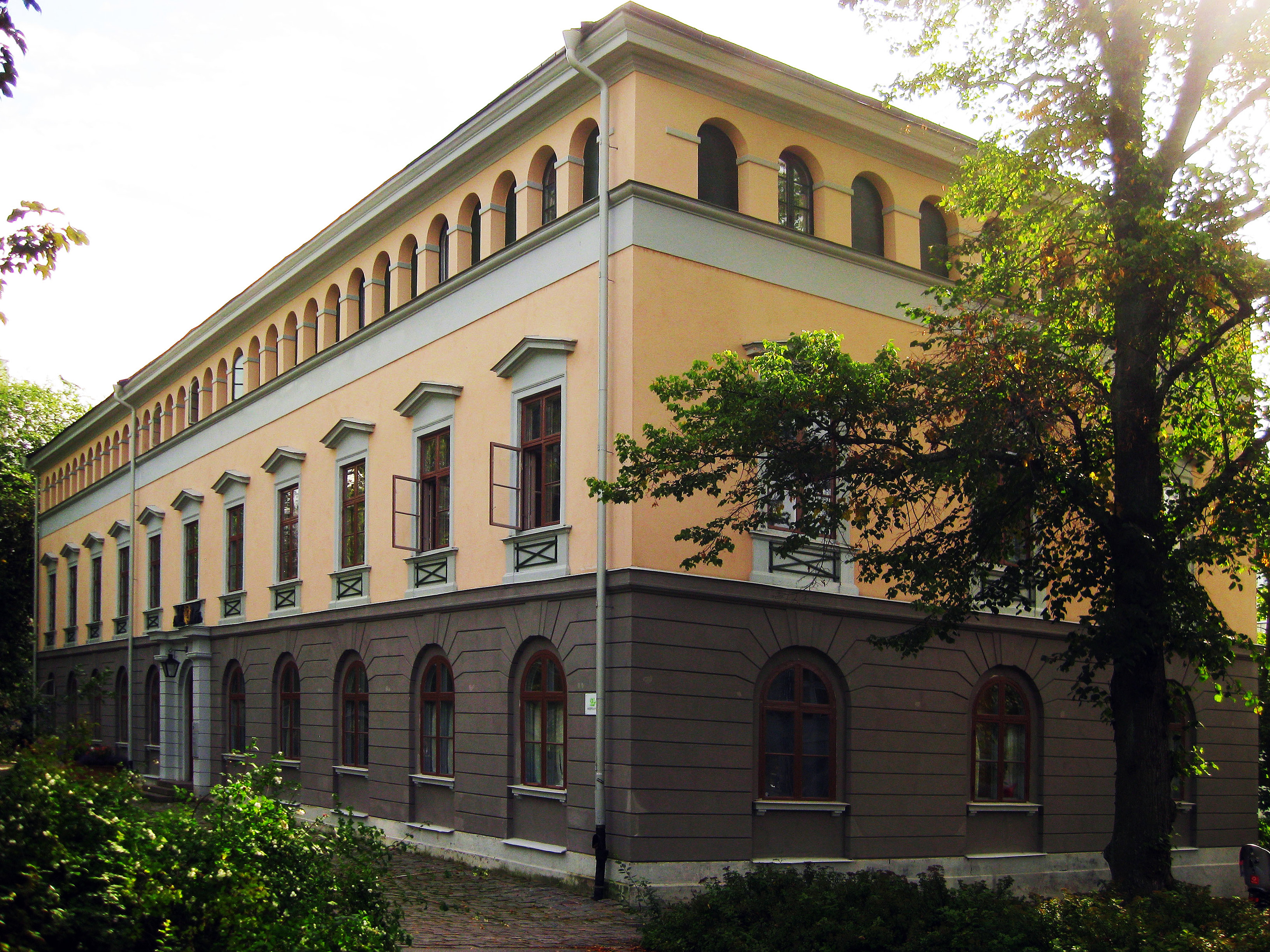
Fredrik Bloms hus, som numera innehåller Stockholms universitets centrala administration.

Experimentalfältet var Kungliga Lantbruksakademiens experiment- och försöksverksamhet på Norra Djurgården i Stockholm. Akademien grundades år 1811 av Karl XIII och flyttade snart delar av sin verksamhet till Frescati. Delar av den pågick där till 1960-talet då större delen av Experimentalfältet i stället blev Stockholms Universitets centrala campus. Flera av de äldre byggnaderna står fortfarande kvar.

## 1800-talet
På Experimentalfältet studerade man växtförädling, växtslag, odlingsmetoder, djurraser, utfodringssätt och  nya redskap i syfte att förbättra det svenska jordbrukets avkastning. De nya rönen spreds genom undervisning, demonstrationer och publikationer samt via hushållningssällskap runt om i landet. Verksamhetens tillkomst tillskrivs ofta den blivande kung Karl XIV Johan, men även Abraham Niclas Edelcrantz, mönsterjordbrukare på Stora Skuggan i närheten, spelade en viktig roll.
Experimentalfältet kom att innefatta en framgångsrik plant- och trädskola, trädgårdsundervisning och en med tiden alltmer specialiserad och ambitiös jordbruksvetenskaplig verksamhet med odlings-, utfodrings- och rasförädlingsförsök. Experimentalfältet anlades vid Skeppsbroäng, Stockholm, som bestod av torra lövängar, fuktiga strandängar och mossar samt skogsmark. Föreståndaren för Experimentalfältet tilldelades en professur i lantbruksvetenskap och den första var Olof Carling. Åren 1856-69 förestods det av Alexander Müller.

## 1900-talet
Från 1907 drevs Experimentalfältet av myndigheten Centralanstalten för försöksväsendet på jordbruksområdet, som under 1930-talet successivt delades upp i flera organisationer.
Lantbruksakademien och Experimentalfältet var föregångare till Sveriges lantbruksuniversitet. På 1940-talet flyttades jordbruksforskningen till Ultuna lantbrukshögskola utanför Uppsala. Det dröjde dock till början av 1960-talet innan Experimentalfältets trädgårdsskola flyttades. Södra huset uppfördes för universitetets behov i Experimentalfältets södra ände mellan 1961 och 1971.